# 阿部邦子 (美術史)
阿部 邦子（あべ くにこ、1954年 - ）は、日本の美術史家。研究領域は美術史・建築史意匠・フランス舞台芸術・東西比較芸術論・ヨーロッパ文化外交など。国際教養大学准教授。

## 略歴
2007年、パリ第四大学ソルボンヌ校大学院を修了。2010年より国際教養大学国際教養学部基盤教育（人文科学・芸術）助教をつとめ、2017年より准教授。2017年からはまた、外国語教育の准教授をつとめている。